# قبضة نمر (مسلسل)
قبضة النمر هو مسلسل تركي من إخراج متين جوناي، عرض على قناة أبو ظبي، من بطولة محمد كورتلوشن، وصلجوك يونتامن، ومراد دلتابان، وندا شفق، وبيلين باتو.

## القصة
يدور المسلسل عن مثلث بارونات المخدرات وشرطة مكافحة المخدرات وضحايا المخدرات، المخدرات التي تحولت من نطاق شخصي لمشكلة وطن بأكمله.